# Luciano Sušanj
Luciano Sušanj (Fiume, 10 novembre 1948 – Fiume, 14 aprile 2024) è stato un mezzofondista, velocista, dirigente sportivo e politico jugoslavo, dal 1991 croato.
Fu uno dei maggiori specialisti mondiali sugli 800 metri negli anni settanta.

## Biografia

### Carriera sportiva
Nel 1974, gareggiando con la maglia della Jugoslavia, vinse la medaglia d'oro ai Campionati europei di Roma con oltre 10 metri di vantaggio sugli altri concorrenti e facendo segnare il tempo di 1'44"07, che allora fu la terza miglior prestazione mondiale di sempre.
Vinse anche due campionati europei indoor: nel 1973 sui 400 metri e nel 1974 sugli 800. Giunse sesto nella finale degli 800 m alle Olimpiadi di Montréal del 1976.
Nel 2001 fu eletto presidente della federazione croata di atletica leggera. Fu inoltre componente del Comitato olimpico croato.

### Carriera politica
In occasione delle elezioni parlamentari del 1990 fu eletto al Consiglio sociopolitico (Društveno političko vijeće) nelle file della Lega dei Comunisti di Croazia/Partito dei Cambiamenti Democratici, vincendo al ballottaggio nel collegio uninominale di Fiume II.
Vicesindaco di Fiume, fu rieletto al Parlamento alle parlamentari del 2000 per l'Alleanza Litoraneo-montana; rassegnò le dimissioni nel 2001.

## Palmarès
| Anno | Manifestazione | Sede      | Evento    | Risultato | Prestazione | Note                  |
| ---- | -------------- | --------- | --------- | --------- | ----------- | --------------------- |
| 1973 | Europei indoor | Rotterdam | 400 metri | Oro       | 46"38       | Record dei campionati |
| 1974 | Europei indoor | Göteborg  | 800 metri | Oro       | 1'48"07     |                       |
| 1974 | Europei        | Roma      | 800 metri | Oro       | 1'44"07     | Record dei campionati |